# Елуа Альфонс Максим Дуву
Елуа Альфонс Максим Дуву (фр. Eloi Maxime Alphonse Dovo) — мадагаскарський дипломат, Надзвичайний і Повноважний посол Республіки Мадагаскар в РФ (2003) та в Україні (2004), Болгарії (2004), Білорусі (2005) і в Азербайджані (2006) за сумісництвом. Повноважний Міністр мадагаскарської Республіки другого ступеня.

## Життєпис
Викладач французької та англійської мов (1978), диплом з англійської (1978) і з російської (1986) мов, диплом поглибленого вивчення міжнародних відносин (1986), диплом з управління та міжнародного економічного співробітництва (1989).
У 1980 році — викладач англійської та французької мов у коледжах Антананаріву і Амбілубе.
У 1986—1987 рр. — асистент Вищої школи права, економіки та управління в Університеті Антананаріву.
У 1987—1988 рр. — начальник відділу Європи Управління двосторонніх Ввідносин МЗС Мадагаскару.
У 1989 році — начальник відділу Америки і Карибських островів Управління двосторонніх відносин МЗС Мадагаскару.
У 1990—1991 рр. — інспектор при кабінеті Міністра закордонних справ Мадагаскару.
У 1991—1994 рр. — уповноважений представник при кабінеті Міністра закордонних справ Мадагаскару. У 1993 році — член Тимчасового правління ООН в Камбоджі.
У 1994—1997 рр. — уповноважений представник компаній «LABOUFFE», «SOCOREX» і «SORETRANS GASHIP».
У 1997—2003 рр. — директор документації та підтримки міжнародних представництв Мадагаскару в Міністерстві закордонних справ і одночасно непостійний представник при Кабінеті охорони печаток у Міністерстві юстиції Мадагаскару.
16 квітня 2003 року — вручив вірчі грамоти президенту Росії.
26 квітня 2004 року — вручив вірчі грамоти Президенту України Леоніду Кучмі.
14 вересня 2004 року — вручив вірчі грамоти Президенту Болгарії Георгію Пирванову.
29 березня 2005 року — вручив вірчі грамоти Президенту Білорусі Олександру Лукашенку.
15 лютого 2006 року — вручив вірчі грамоти Президенту Азербайджану Ільхаму Алієву.
З 11 червня 2018 року — міністр закордонних справ Мадагасакару.